# Hermann Salomon
Hermann Salomon (Danzig, 13 april 1938 – Mainz, 11 juni 2020) was een West-Duitse atleet, die zich had toegelegd op de meerkamp en het speerwerpen. Hij nam driemaal deel aan de Olympische Spelen, zonder daarbij in de prijzen te vallen.

## Loopbaan
Salomon veroverde gedurende zijn loopbaan in totaal elf West-Duitse titels, verdeeld over de vijfkamp (vijfmaal) en het speerwerpen (zesmaal). In 1968 verbeterde hij met zijn beste worp van 83,48 m het nationale record.
Salomon, die achtereenvolgens uitkwam voor Hamburger SV en USC Mainz, nam als speerwerper driemaal deel aan de Olympische Spelen. In 1960 en 1968 bereikte hij de finale, waarin hij beide keren twaalfde werd.
Na zijn sportcarrière werd Salomon professor Sportwetenschappen, met als specialisatie lichamelijke opvoeding aan de Universiteit van Mainz.
Hermann Salomon ontving in 1971 de Rudolf Harbig Memorial Award.

## Titels
- West-Duits kampioen speerwerpen – 1960, 1962, 1963, 1964, 1967, 1968
- West-Duits kampioen vijfkamp – 1959, 1960, 1961, 1962, 1964

## Persoonlijk record
| Onderdeel   | Prestatie       | Datum        | Plaats |
| ----------- | --------------- | ------------ | ------ |
| speerwerpen | 83,48 m (ex-NR) | 22 juni 1968 | Parijs |

## Palmares

### speerwerpen
- 1960:  West-Duitse kamp. – 77,54 m
- 1960: 12e OS in Rome – 74,11 m
- 1962:  West-Duitse kamp. – 76,89 m
- 1962: 12e EK in Belgrado – 72,93 m
- 1963:  West-Duitse kamp. – 82,19 m
- 1963:  Universiade – 77,78 m
- 1964:  West-Duitse kamp. – 77,24 m
- 1964: 14e in kwal. OS in Tokio – 71,92 m
- 1966: 16e in kwal. EK in Boedapest – 73,24 m
- 1967:  West-Duitse kamp. – 79,83 m
- 1968:  West-Duitse kamp. – 80,50 m
- 1968: 12e OS in Mexico-Stad – 73,50 m (in kwal. 79,48 m)

### vijfkamp
- 1959:  West-Duitse kamp. – 3615 p
- 1960:  West-Duitse kamp.
- 1961:  West-Duitse kamp.
- 1962:  West-Duitse kamp.
- 1964:  West-Duitse kamp. – 3554 p

- Gemeinsame Normdatei: 1212946081
- International Standard Name Identifier: 0000 0003 9793 1823
- Nederlandse Thesaurus van Auteursnamen: 136194443
- Virtual International Authority File: 306201881
- WorldCat: E39PBJkXCd6jxv7R8Bc7XMxhpP